# Poemari
Un poemari és un recull de poemes.

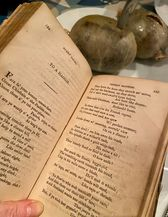
Poemari en anglès.

L'Epopeia de Guilgameix pot ser considerat el primer poemari de la història de la literatura. Actualment, gràcies a la difusió que s'ha fet de la poesia mitjançant les xarxes socials a Internet, els poemaris són sovint supervendes.
Segons la poeta Mireia Calafell, el valor qualitatiu d'un poemari resideix en l'entitat que li proporciona l'autor a través de l'estructura i la forma amb què es presenta o el concepte que lliga les diferents composicions que el formen. A parer de l'escriptora Laia Maldonado, la dificultat de produir un poemari consisteix justament a assolir coherència entre les parts i arranjar-les de manera lògica. Coincideix amb elles la filòloga Anna Rossell, que assegura que «l'essència d’un poemari es percep en l’eix que sosté la seva estructura, la carcassa que en conté les claus i ve a ser com un mapa que ens guia i predisposa en la lectura».